# Cikháj
Cikháj là một làng thuộc huyện Žďár nad Sázavou, vùng Vysočina, Cộng hòa Séc.